# Aysima Ergün
Aysima Ergün (* 27. Oktober 1994 in Berlin) ist eine deutsche Schauspielerin und Hörspielsprecherin.

## Leben
Aysima Ergün wurde in Berlin geboren und ist dort aufgewachsen. Ihre Eltern kommen aus der Türkei, sie spricht auch Türkisch, bezeichnet sich selbst jedoch als Berlinerin. Sie studierte in den Jahren 2016 bis 2020 Schauspiel an der Hochschule für Schauspielkunst Ernst Busch. Bevor sie studierte, wurde sie bereits 2012 und 2014 im Rahmen zweier Produktionen zum Theatertreffen der Jugend eingeladen. Beim Schauspielschultreffen 2019 erhielt sie mit einer Eigenarbeit gemeinsam mit Kommilitonen einen Förderpreis. Während ihres Studiums hatte sie Gastspiele am Deutschen Theater und am Berliner Ensemble. Mit der Spielzeit 2020/2021 wechselte sie fest ins Ensemble des Maxim-Gorki-Theaters, wo sie seitdem in verschiedenen Produktionen zu sehen war.
Seit 2019 ist sie nach vorausgegangenen Erfahrungen im Hörspielbereich für den Radio-Tatort Bremen als Kommissarin tätig. Anfang der 2020er-Jahre bekam sie erste Rollen in Fernsehproduktionen und hatte 2022 eine Nebenrolle in der Tatortfolge Tyrannenmord. In der Fernsehserie Doppelhaushälfte spielt sie seit der zweiten Staffel, die 2023 erstausgestrahlt wurde, die Polizeianwärterin Eckner.
Aysima Ergün engagiert sich im Verein Stabiler Rücken im Vorstand. Dieser Verein setzt sich für eine diversere, desintegrierte Theater- und Filmlandschaft im deutschsprachigen Raum ein und richtet sich gegen Einsamkeit, Unsichtbarkeit und Unterdrückung.

## Filmografie
- 2016: Der Tunnel (Kurzfilm)
- 2022: Tatort: Tyrannenmord
- 2023–2024: Doppelhaushälfte (Fernsehserie)
- 2024: A Better Place (Fernsehserie)

## Hörspiele (Auswahl)
Die ARD-Hörspieldatenbank verzeichnet seit 2019 (Stand: Mai 2023) 12 Datensätze, bei denen sie als Sprecherin geführt wird.
- 2019: Ben Safier: Radio-Tatort: Das letzte Bier war schlecht (Yelda Üncan (Kommissarin)) – Regie: Janine Lüttmann (Original-Hörspiel, Kriminalhörspiel – RB)
- 2019/20: Fatma Aydemir: Ellbogen (Zwei- und vierteilige Fassung) (Hazal) – Bearbeitung und Regie: Kirstin Petri (Hörspielbearbeitung, Kriminalhörspiel – SRF)
- 2020: Ben Safier: Radio-Tatort: Tote Mädchen ertrinken nicht (Yelda Üncan (Kommissarin)) – Regie: Janine Lüttmann (Originalhörspiel, Kriminalhörspiel – RB)
- 2021: Ben Safier: Radio-Tatort: Der letzte Swipe (Yelda Üncan (Kommissarin)) – Regie: Janine Lüttmann (Originalhörspiel, Kriminalhörspiel – RB)
- 2022: Tobias Purfürst: Zerheilt. Nach Texten der Protagonisten der Ausstellung „Zerheilt“ von Frédéric Brenner am Jüdischen Museum Berlin – Komposition und Regie: Tobias Purfürst (Hörspielbearbeitung – RBB/Jüdisches Museum Berlin)
- 2022: Ben Safier: Radio-Tatort: KeinKoks für Niemand (Yelda Üncan (Kommissarin)) – Regie: Janine Lüttmann (Originalhörspiel, Kriminalhörspiel – RB)
- 2023: Janine Lüttmann, Ben Safier: Radio-Tatort: Bombensache (Kommissarin Yelda Üncan) – Regie: Janine Lüttmann (Originalhörspiel, Kriminalhörspiel – RB)